# Муэдаш, Карлуш
Ка́рлуш Мануэ́л Фели́ш Муэ́даш (порт. Carlos Manuel Félix Moedas; род. 10 августа 1970, Бежа) — португальский инженер, экономист и политик. Еврокомиссар по вопросам исследований, инноваций и науки (2014—2019). Мэр Лиссабона с 18 октября 2021 года.

## Биография
В 1993 году окончил факультет гражданского строительства в Instituto Superior Tecnico Лиссабонского университета. Затем учился во французской Национальной школе мостов и дорог.
В 1998 году работал в SUEZ.
В 2000 году получил степень магистра делового администрирования в Гарвардской школе бизнеса. Тогда же работал в отделе слияний и поглощений в банке Goldman Sachs. После своего возвращения в Португалию стал исполнительным директором Aguirre Newman, с 2008 года руководил собственной инвестиционной фирмой.
Присоединился к правоцентристской Социал-демократической партии. Во время экономического кризиса, от имени политической оппозиции PSD принял участие в переговорах о бюджете Португалии на 2011 год.
На выборах в 2011 получил мандат члена Ассамблеи. В начале деятельности нового парламента премьер-министра, Педру Пасуш Коэлью назначил его государственным секретарём в его правительстве. Отвечал, в частности, за переговоры с тройкой (ЕС, ЕЦБ, МВФ) относительно плана осуществления реформ и финансовой помощи Португалии.
26 сентября 2021 года одержал победу на выборах мэра Лиссабона.